# Nuraghe Puttu Ruju
Il nuraghe Puttu Ruju  si trova su un vasto e fertile altopiano attraversato dal Rio Mesu 'e Cantaros in territorio di Siligo. Per la sua posizione, al centro della valle, sembrerebbe che occupi una importante posizione strategica. È ubicato fra il Nuraghe Morette a circa 300 m. a N-O e Nuraghe Santu Filighe a 500 m. a S-E e poco distante dal nuraghe s'Iscala 'e sa Chessa.

## Descrizione
A causa del pessimo stato di conservazione (già distrutto all'epoca del rilevamento del Taramelli del 1939), non consente di definire l'impianto planimetrico. Al momento sono visibili pochi massi basaltici sul terreno e alcuni tratti sono disposti a formare un allineamento circolare (dia. esterno m. 5,40 e dia. interno m. 3,40). Il paramento murario si conserva per un'altezza massima di 1 metro. Al momento si può individuare la posizione dell'ingresso che era sul lato sud orientale.